# Augustów (comune rurale)
Augustów è un comune rurale polacco del distretto di Augustów, nel voivodato della Podlachia.
Ricopre una superficie di 266,52 km² e nel 2004 contava 6 697 abitanti.
Il capoluogo è Augustów, che non fa parte del territorio ma costituisce un comune a sé.